# Nông nghiệp học Đại Trại

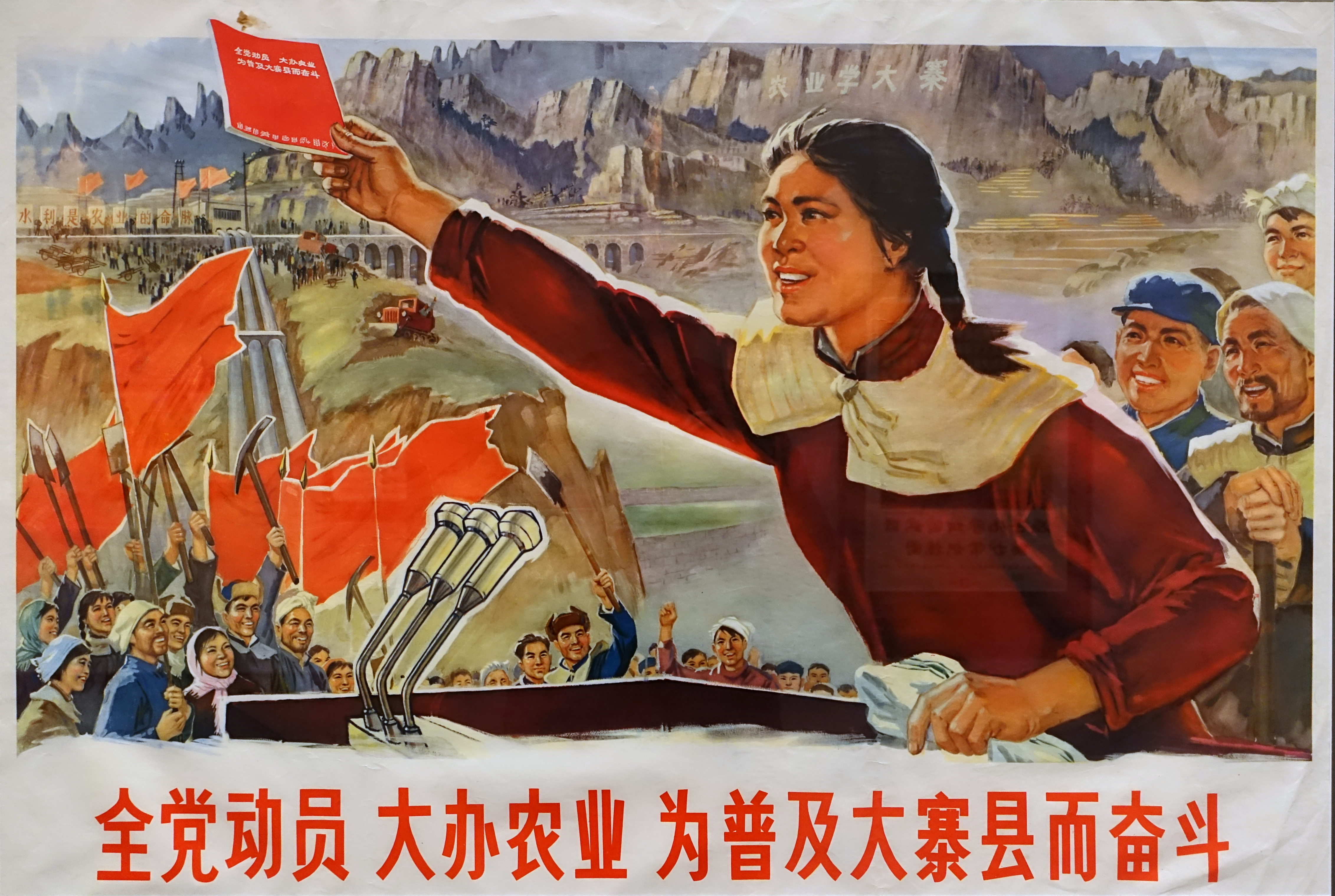
Áp phích tuyên truyền có nội dung: "Toàn Đảng huy động đảng viên làm nông nghiệp trên diện rộng; đấu tranh để phổ biến huyện Đại Trại!"

"Nông nghiệp học Đại Trại" (tiếng Trung: 农业学大寨; bính âm: nóngyè xué Dàzhài) là một phong trào chính trị do Mao Trạch Đông phát động vào năm 1963 tại Cộng hòa Nhân dân Trung Hoa. Phong trào này khuyến khích nông dân từ khắp Trung Quốc noi theo tấm gương nông dân thôn Đại Trại ở Sơn Tây bằng việc thực hành tinh thần hy sinh và hoạt động chính trị ngay thẳng. Phong trào này ngày càng trở nên quan trọng kể từ lúc khởi đầu cuộc Cách mạng Văn hóa, thế nhưng Trần Vĩnh Quý và những người đề xướng khác cuối cùng đều bị Đặng Tiểu Bình thanh trừng sau khi loại bỏ Bè lũ Bốn tên.

## Lịch sử

### Khởi đầu thập niên 1950–1960

Thu hoạch ngô ở đất nông nghiệp Đại Trại năm 1967.

Điển hình của ngành nông nghiệp cũng được Nhân dân nhật báo đưa tin vào thời điểm đó chính là đại đội Đại Trại thuộc công xã Đại Trại, huyện Tích Dương, tỉnh Sơn Tây. Đại Trại nằm ở vùng Trung Bộ của núi Thái Hành, là thôn nhỏ miền núi nghèo khó bởi "bảy khe tám cầu một bên dốc", toàn thôn có 700 mẫu đất, chia thành hơn 4.700 mảnh ruộng, sản lượng không tới 100 kg/mẫu. Có nơi 10 năm thì có tới 9 năm khô hạn, chỉ cần ruộng một trận mưa bão là xuất hiện lũ quét.
Năm 1953, sau khi tập thể hóa nông nghiệp, người dân Đại Trại dưới sự lãnh đạo của Bí thư Chi bộ Đảng là Trần Vĩnh Quý đã dùng những công cụ lao động cơ bản, thô sơ nhất như đòn gánh, cuốc để xử lý nguồn nước, phủ xanh đồi trọc. Sau 10 năm liên tục, sườn núi đã xuất hiện những thửa ruộng bậc thang có dẫn nước tưới đất. Nhờ cải tạo thổ nhưỡng mà sản lượng đã tăng lên 350 kg/mẫu, trở thành đơn vị tiên tiến của tỉnh Sơn Tây. Tháng 8 năm 1963, một trận mưa bão lớn kéo dài suốt 7 ngày 7 đêm đã phá hủy gần như toàn bộ nhà cửa và chuồng trại nơi đây, rất nhiều thửa ruộng bậc thang bị nước xối, san thành đất phẳng. Trần Vĩnh Quý động viên các xã viên: "Trên thế gian này, "con người" là quý nhất. Gặp phải tai họa lớn như vậy mà thôn chúng ta không có thương vong, thực là đáng mừng. Rừng xanh còn đây, lo gì thiếu củi, chỉ cần chúng ta giữ vững tinh thần làm, chịu khổ thì dẫu trời sập xuống cũng chống đỡ được!". Người dân Đại Trại đã không đề nghị một đồng cứu trợ nào của Nhà nước, hoàn toàn dựa vào đôi tay mình để phá núi, khoét đá, xây dựng lại quê hương.
Là người chủ của tập thể, 13 cán bộ của Đại Trại đoàn kết nhất trí, chí công vô tư, lấy mình làm gương, kiên trì tham gia lao động tập thể, kiên trì gắn kết với quần chúng, làm công tác tư tưởng cho mọi người. Họ không chỉ làm việc vất vả mà còn coi trọng thực nghiệm khoa học. Trần Vĩnh Quý giỏi suy ngẫm, phân tích vấn đề, từ năm 1953 đã xây dựng mô hình ruộng thử nghiệm cán bộ, bất luận là cải tạo ruộng đất hay cải tiến kỹ thuật canh tác đều phải được thử nghiệm thành công nhiều lần ở ruộng thử nghiệm mới mở rộng ra phạm vi lớn. Đất canh tác ở Đại Trại qua cải tạo đã trở thành những thửa ruộng có khả năng trữ nước, giữ ẩm cao, cho năng suất cao và sản lượng ổn định.

### Thời kỳ Cách mạng Văn hóa

Nông nghiệp học Đại Trại của Đại đội Vũ Gia Bình, huyện Tích Dương, tỉnh Sơn Tây năm 1968.

Trong những năm cho đến khi Bè lũ Bốn tên sụp đổ vào năm 1976, đặc biệt là thời kỳ Cách mạng Văn hóa, nông dân từ khắp nơi trên đất nước đã được tổ chức đến thăm Đại Trại, và các hướng dẫn viên du lịch được đào tạo bài bản đảm nhận các vị trí tại những địa điểm quan trọng nhằm giải thích cho du khách về việc dân làng ở Đại Trại đã tự tay làm nên những thành tựu này như thế nào. Một trong những khung cảnh như vậy là đỉnh núi Hổ Đầu, nơi du khách có thể ngắm nhìn toàn cảnh đồng ruộng, công trình thủy lợi lớn cũng như khu dân cư trong làng. Trong thời gian này, gần 10 triệu người đã đến thăm tận ngôi làng để tham quan, trong đó có hơn 25.000 người nước ngoài.
Vào thời điểm này, nông dân trên khắp Trung Quốc được kỳ vọng sẽ thể hiện lòng nhiệt thành chính trị của mình khi tuân theo chỉ thị "Nông nghiệp học Đại Trại" ("农业学大寨") của Mao Trạch Đông. Họ không chỉ làm việc vào ban ngày mà còn làm việc vào ban đêm, không chỉ vào mùa nắng ấm mà còn vào mùa đông lạnh giá—một sự khác biệt đáng kể so với thói quen lâu đời của họ. Ở nhiều nơi, người nông dân theo đúng nghĩa đen—và một cách mù quáng—đã di chuyển các ngọn đồi (đôi khi được gọi là "núi"), xây dựng hồ chứa, đường hầm, kênh rạch, v.v. Để thúc đẩy tinh thần, loa phóng thanh được lắp đặt tại nơi làm việc để phát nhạc, bài hát và phim được trình chiếu vào ban đêm tại hiện trường trong khi nông dân nghỉ ngơi.
Trong khi đó, một số lãnh đạo trong ngôi làng này đã có những bước tiến vượt bậc trong sự nghiệp chính trị của mình. Bí thư Chi bộ Đảng Công xã Đại Trại Trần Vĩnh Quý vốn là một nông dân mù chữ đã được bầu vào Bộ Chính trị năm 1973, tái đắc cử năm 1977 và được bổ nhiệm làm Phó Thủ tướng Quốc vụ viện. Quách Phượng Liên, Bí thư Chi bộ thôn Đại Trại, là người được Giang Thanh (vợ Mao Trạch Đông) yêu thích và đóng một vai trò quan trọng trong bối cảnh chính trị Trung Quốc.

### Thời kỳ hậu Cách mạng Văn hóa
Sau cái chết của Mao Trạch Đông, phong trào đã chấm dứt. Sau chiến thắng của Đặng Tiểu Bình trước Hoa Quốc Phong, Trần Vĩnh Quý và những người khác sau khi Bè lũ Bốn tên bị loại khỏi quyền lực, những cải cách kinh tế của Đặng đã khiến Đại Trại trở thành một hình tượng bị chế giễu, vì nó có mối liên hệ quá chặt chẽ với nông nghiệp công xã theo tư tưởng Mao Trạch Đông và tuyên truyền xã hội chủ nghĩa. Trần Vĩnh Quý bị Quốc vụ viện miễn chức Phó Thủ tướng vào năm 1980. Những tuyên bố về sự thành công lớn của phương pháp Đại Trại chưa bao giờ được xác nhận ở các nông trại khác và số liệu thống kê về năng suất có thể là gian lận hoặc sai sót.
Ngày nay, Đại Trại là một địa điểm du lịch đỏ nổi tiếng trong vùng thu hút được nhiều du khách tới đây tham quan.(tr174)

## Di sản
Đại Trại trở nên nổi tiếng nhờ sản xuất nông nghiệp vào đầu thập niên 1960.(tr4) Mao quảng bá Đại Trại như một hình mẫu quốc gia về sản xuất nông nghiệp.(tr4) Từ năm 1964 đến năm 1978, mô hình nông thôn tự lực của Đại Trại là chủ đề thường xuyên trong những đoạn phim thời sự.(tr98) Sự cam kết của phụ nữ Đại Trại đối với công việc nông nghiệp đã dẫn đến sự ra đời của thuật ngữ Thiết cô nương để chỉ những người lao động kiểu mẫu sản xuất nông nghiệp đến từ Đội Tiên phong Thiếu nữ Đại Trại.
Phong trào nông nghiệp học Đại Trại nhấn mạnh đến tính tự lực trong phát triển nông thôn. Thành công này của nông dân Đại Trại trong việc xây dựng "nông nghiệp xã hội chủ nghĩa"—bao gồm việc vượt qua các điều kiện khó khăn để làm ruộng bậc thang và xây dựng hệ thống thủy lợi—là nguồn cảm hứng cho phong trào này. Điều này có ý nghĩa quan trọng trong mô hình phát triển của Mao Trạch Đông, vốn đặt nông nghiệp làm nền tảng của nền kinh tế vì Trung Quốc phải tự cung tự cấp lương thực cho người dân. Những khẩu hiệu gắn liền với Đại Trại bao gồm: "Dời núi làm ruộng", "Thay trời đổi đất", "Làm việc chăm chỉ, siêng năng, tràn đầy nghị lực và gầy dựng ngôi làng của chúng ta thành một làng giống như Đại Trại trong vòng ba năm". Phong trào này giúp đẩy mạnh xây dựng nông nghiệp nông thôn trên toàn quốc.
Tại kỳ họp thứ nhất Đại hội Đại biểu Nhân dân toàn quốc khóa III diễn ra vào tháng 12 năm 1964, Báo cáo công tác Chính phủ của Thủ tướng Chu Ân Lai đã tổng kết và biểu dương riêng kinh nghiệm của Đại Khánh và Đại Trại, kêu gọi "công nghiệp học Đại Khánh, nông nghiệp học Đại Trại". Phong trào "công nghiệp học Đại Khánh, nông nghiệp học Đại Trại" bắt đầu từ giữa thập niên 1960 được dấy lên toàn quốc. Trung Quốc lúc này đang bị phương Tây phong tỏa toàn diện, để duy trì độc lập, Chính phủ Trung Quốc đã cắt đứt quan hệ kinh tế với Liên Xô và Ủy ban Hỗ trợ Kinh tế, vừa thoát khỏi "ba năm khó khăn", nền kinh tế quốc dân vẫn chưa hoàn toàn hồi phục, môi trường quốc tế vô cùng khắc nghiệt, nhưng với tinh thần và bằng hành động thiết thực, người dân Đại Khánh và Đại Trại đã cổ vũ nhân dân Trung Quốc, trở thành tấm gương xây dựng chủ nghĩa xã hội. Tinh thần tự lực cánh sinh của Đại Khánh và Đại Trại vừa là tinh thần thời đại, vừa thể hiện truyền thống lịch sử phấn đấu gian khổ vì đất nước giàu mạnh của nhân dân Trung Quốc.